# Marino Vernier
Marino Vernier (Vienna, 28 dicembre 1917 – Belluno, 19 maggio 2001) è stato un magistrato italiano, di origine austriaca.

## Biografia
Nato a Vienna, nell'allora impero austro-ungarico, era il primo figlio dell'avvocato Iginio Vernier, di Dignano d'Istria e profugo da Pola, che fu segretario provinciale della Croce Rossa, e di Lina Malusà. Si diplomò con i fratelli Vito e Giorgio al Regio Liceo ginnasio Giosuè Carducci di Pola. Fece parte del GUF di Pola, in collaborazione con il CAI.
Nella seconda guerra mondiale, fu tenente commissario del capitano di fregata Mario Mastrangelo, direttore dell'ufficio amministrativo del comando marina di Argostoli. Nel dopoguerra, fu segretario dell'ufficio assistenza esuli a Trieste. Assunto in servizio il 28 gennaio 1948, fu nominato sostituto procuratore della Repubblica presso il tribunale di Belluno il 3 febbraio 1955, l'anno dopo la morte del padre. Negli anni cinquanta, sostenne l'accusa nel famoso processo di Alleghe.
Dopo il caso sulla diga di Pontesei dal 1959 al 1962, condusse, insieme al procuratore capo Arcangelo Mandarino e al segretario della procura, le indagini dell'istruttoria sommaria per l'accertamento delle responsabilità penali connesse con il disastro del Vajont, che aveva causato quasi duemila morti. Il 12 ottobre 1963, interrogò l'ingegnere Alberico Biadene, direttore del servizio costruzioni idrauliche della SADE.
Il 29 dicembre 1967, da ufficiale in congedo, fu iscritto capitano commissario nella riserva di complemento, con anzianità nel grado del 31 dicembre 1956. Nell'agosto 1968, con deliberazione del Consiglio Superiore della Magistratura, fu nominato magistrato di Corte d'appello. La madre morì a Ponte nelle Alpi il 17 ottobre 1979 e rimase vedovo a Belluno il 5 giugno 1981. Negli ultimi tempi, era stato chiamato a esercitare temporaneamente le funzioni di sostituto procuratore generale davanti alla Corte d'assise d'appello e alla Corte d'appello di Venezia.
Morì a Belluno il 19 maggio 2001 ed è sepolto nel cimitero di Prade.

## Vita privata
Si sposò con Licia Mattei ed ebbe tre figli: Laura, Sergio e Giuliana.